# Zonocerus variegatus
Zonocerus variegatus är en insektsart som först beskrevs av Carl von Linné 1758.  Zonocerus variegatus ingår i släktet Zonocerus och familjen Pyrgomorphidae. Inga underarter finns listade i Catalogue of Life.

## Bildgalleri

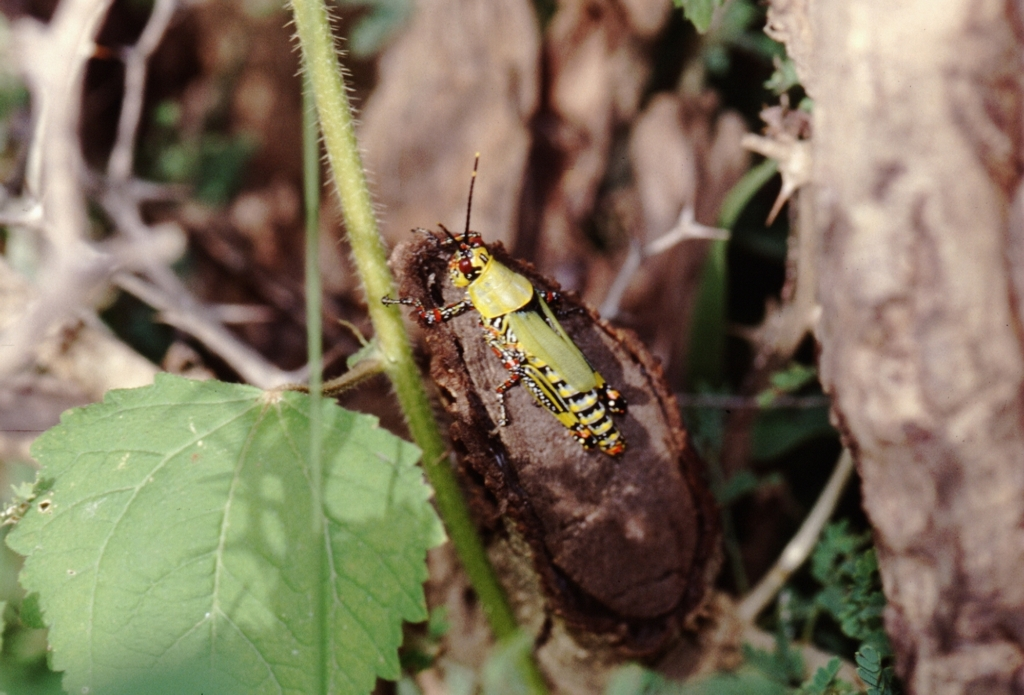
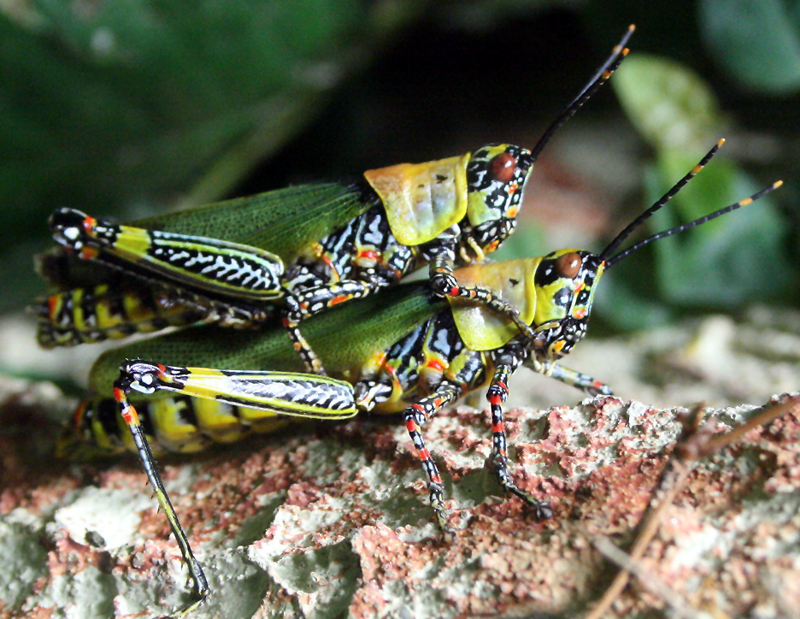
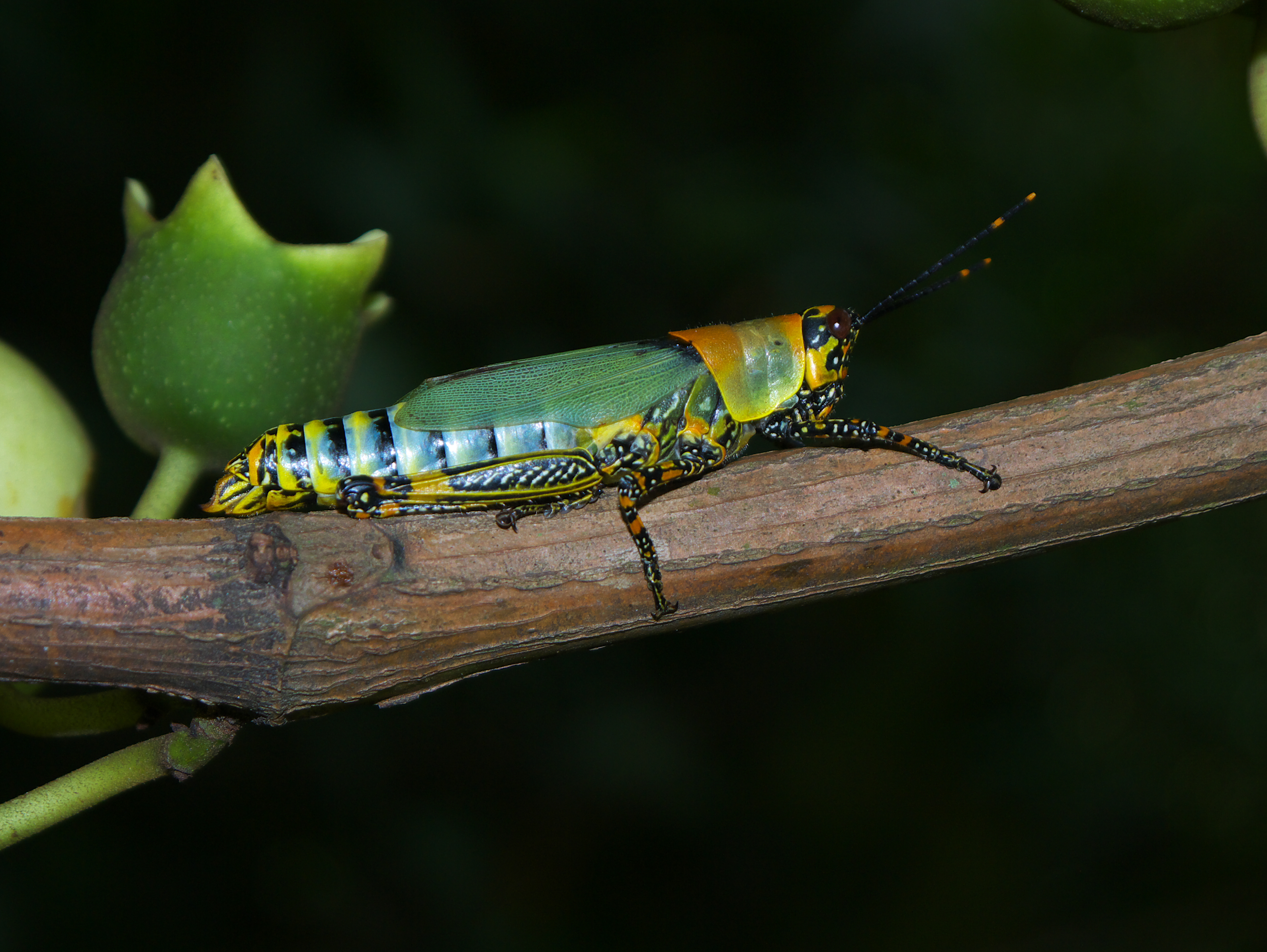
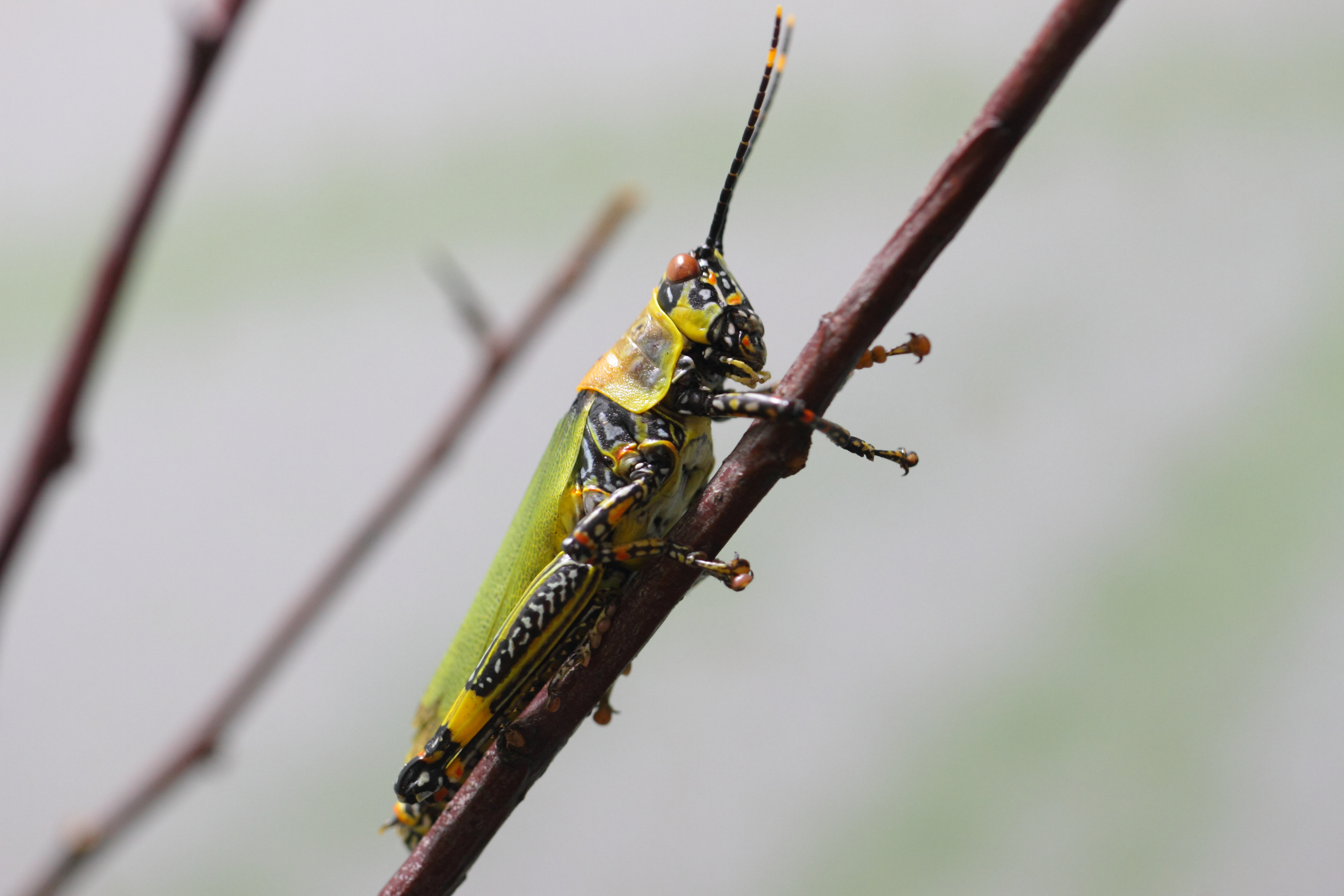
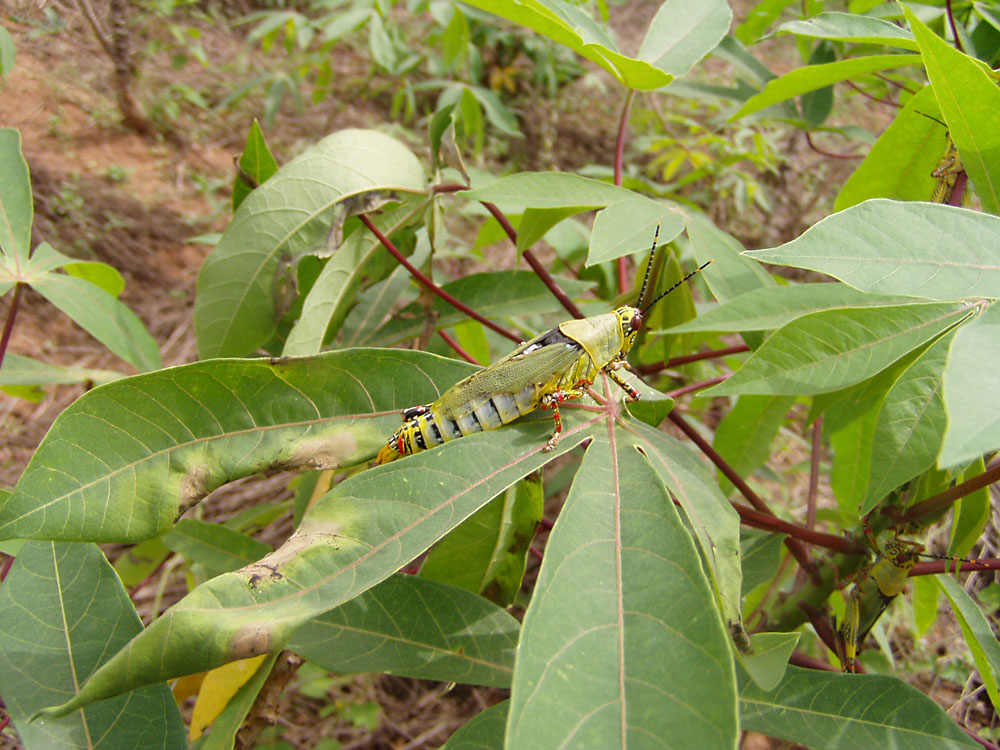
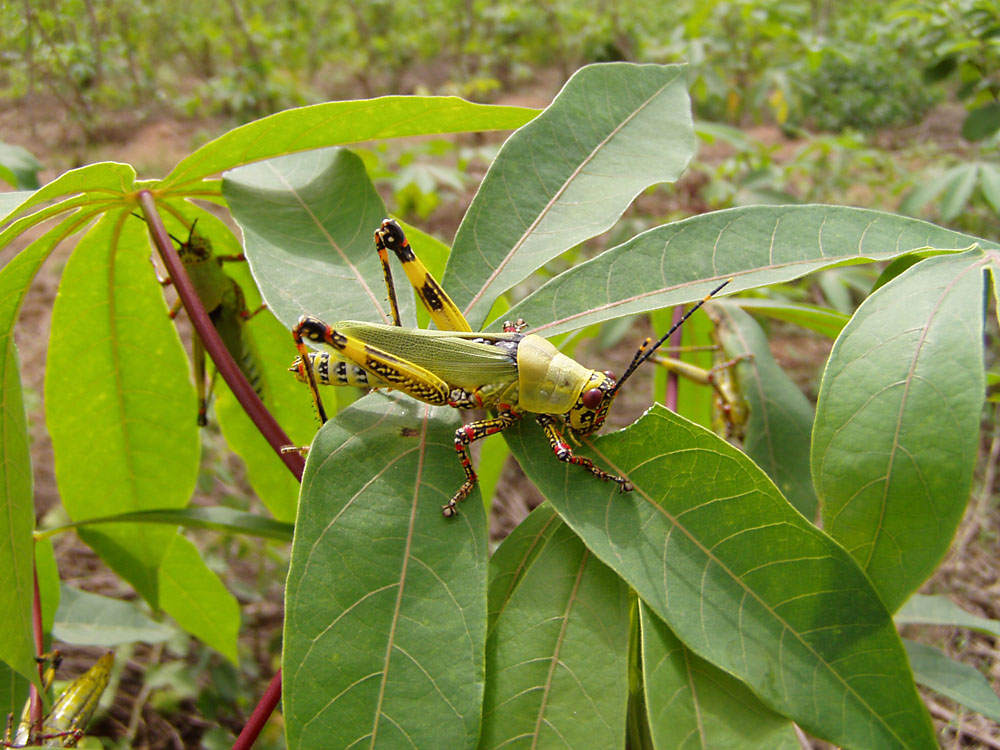